# Les Anderson
Les Anderson, geboren als Clelland Irving Anderson (Siloam Springs, 20 februari 1921 - 4 oktober 2001) was een Amerikaanse countrymuzikant.

## Carrière
Tijdens de jaren 1940 speelde Anderson steelgitaar in The Texas Playboys van Bob Wills. Tijdens deze periode kreeg hij om onbekende redenen tot aan zijn levenseinde de bijnaam Les. Voorheen werd hij Red genoemd, vanwege zijn rode haardos. Aan het eind van de jaren 1940 (rond 1949) ging hij naar Californië en kon zich spoedig inleven in het countrycircuit van Los Angeles en omstreken. Hij werd door de western-swing-orkestleider Spade Cooley gecontracteerd voor diens band als steelgitarist en zanger. Spoedig trad Anderson op in de gehele omgeving van Los Angeles, bij de radio en vele verschillende tv-shows. Tijdens deze periode speelde Anderson zijn eerste demo's en commerciële platen in voor Spade Cooley's band. Zijn platendebuut had hij al gehad in 1945 als zanger van de B-kant van een Ole Rasmussen-single bij Star Records.
Vanaf het begin van de jaren 1950 was hij lid van de Town Hall Party, die iedere zaterdagavond werd uitgezonden vanuit Compton. Tijdens de jaren 1950 was de Town Hall Party de succesvolste country- en rock-'n-roll-show aan de westkust. Ondanks zijn populariteit en een platencontract bij Decca Records in de jaren 1950 en 1951 kon hij echter nooit nationaal een hit scoren. Aan de westkust bleef hij echter geliefd tot aan het eind van de jaren 1950. In 1954 aanvaardde hij de presentatie van Foreman Phillips show Country Barn Dance Jubilee en was hij meermaals te gast in Tex Ritters tv-show Ranch Party.
Anderson nam in 1958 zijn laatste plaat op voor Spry Records, die in 1960 opnieuw werd uitgebracht. Hij verhuisde later naar Brits-Columbia en werd in 1990 opgenomen in de Western Swing Society Hall of Fame.

## Overlijden
Les Anderson overleed in 2001 op 80-jarige leeftijd.

## Discografie

### Singles
La Marr's Star Records
- 1945: I Ain't Got a Nickle to My Name / Song of the Lonesome Prairie (A-kant van Ole Rasmussen)

Exclusive Records
- 1948: This Is Southland / And I Shook

Cormac Records
- 1950:	Queen of the Saddle / Storeroom on My Mind

Decca Records
- 1950:	New Panhandle Rag / Teardrops on the Roses
- 1950:	Blue Light Boogie / Troublen Satisfaction
- 1951:	I Was Sorta Wondering / Just Like Two Drops of Water
- 1951:	Las Vegas, Nevada / T-T-Tucky Ty
- 1951:	Dimples or Dumplin's / My Baby Buckaroo
- 1951:	She's Dynamite in Blue Dungarees / Tennessee Moon

Ace-Hi Hits Records
- 1952: Older and Bolder / Midnight (met de Ranch Boys)
- ####: I'm an Old Old Man / This World Alive I'll Never Get Out Of (met de Ranch Boys)
- ####: I Let The Stars Get In My Eyes / The Gal Who Invented Kissin' (A-kant van "Rose Lee", vermoedelijk Rose Lee Maphis; met de Ranch Boys)
- ####: I'll Go On Alone / All That I'm Asking Is Sympathy (met de Ranch Boys)
- ####: No Help Wanted / Kaw-Liga (met de Ranch Boys)

Vicca Records
- ####: Beautiful Arkansas / Now I Know
- ####:	I Love Susie / Thrity Two Riverside Drive

Spry Records
- 1958: Johnny Sorrow / Brenda Lee (in 1960 geherpubliceerd op Crosby)

Verdere opnamen
- 1949: Golden Lariat (live-opname met het Spade Cooley Orchestra)
- ####: Queen of the Saddle
- ####: After Sundown Tonight

Decca Records (niet gepubliceerd)
- 1950: New Panhandle Rag (alternatieve versie)
- 1950: Teardrops on the Roses (alternatieve versie)
- 1951: Hoein' Cotton

Status onbekend
- ####: Such a Beautiful Evening
- ####: Sun Sets Gold
- ####: Sad But True
- ####: Mople Alone

- International Standard Name Identifier: 0000 0000 4752 673X
- Library of Congress Control Number: no2009010228
- Virtual International Authority File: 73689272
- WorldCat: E39PBJj4vvhcMYd3VyFV4G4yVC